# Keresztény misztika
A keresztény misztika kifejezés a kereszténységen belüli misztikus gyakorlatok, szövegek, szerzők és csoportok gyűjtőfogalma.
A keresztény misztika célkitűzése: egyesülés Istennel. A misztikus olyan ember, aki Istennel (esetleg Máriával vagy valamely szenttel) való egyesülés vagy az Isten-közelség megrázó élményén megy keresztül. Így írhatnánk körül: Isten (vagy a transzcendens) belső megtapasztalása, az egész ember bekapcsolódása az isteni valóságba; nemcsak az értelem és az akarat, de az érzelmek is, és a misztika kísérő jelenségeként gyakran a test is.

## Jellemzői
A keresztény misztika jellemzői: 
- Elő lehet készíteni a létrejöttét aszkézissal (önmegtagadás), lemondással, koncentrációs technikával, kontemplációval, meditációval és erkölcsös élettel, de nem lehet létrehozni.[2]
- A szemlélődő (kontemplációs) gyakorlatok a Szentírás egyszerű imádságos elmélkedésétől (pl. Lectio Divina)[megj. 1] az Isten jelenlétéről való elmélkedésig terjednek, ami a teózist (Istennel való lelki egyesülést) és a lélek Istennel való misztikus egyesülésének eksztatikus látomását eredményezi.
- Alapértelmezését a hit adja.
- A misztikában többnyire Isten ad magáról kinyilatkoztatást.
- Időnként a Szentlélek működéséhez is kapcsolódik, amelyet úgy foghatunk fel mint egyet a karizmák közül.[2]
- A misztika élménye az ima csúcsa. Nem a kereszténységé, mert az inkább a szeretet,[3] hanem a belső imának a kiemelkedő csúcsa. A kereszténység mind a görög „theoria”, mind a latin „contemplatio” (kontempláció) terminológiát használja az imádság különféle formáinak és az Isten megismerése folyamatának leírására.
- A misztika szinte állandó kísérő jelensége az eksztázis.[2] Egyéb jelenségek lehetnek a látomások (víziók), a stigma, a levitáció (lebegés), a bilokáció is.[2]

Különbséget tesznek viszont a látomások és a jelenések között. A látomások elsősorban a belső látás révén keletkezett szellemi folyamatok, míg a jelenéseket főként a külső érzékszervekkel észlelik.

## Történelem
A keresztény misztika kezdetei az egyiptomi sivatagi atyákra, azok szemlélődést illető gyakorlatára és tanítására nyúlnak vissza.
A misztika első jelentős rendszerezőjének Órigenészt tartják, aki elsődlegesen az Énekek Énekére összpontosítva írta le az egyes ember Jézus-élményét úgy, mint amely Jézusnak egyháza iránti szeretetére hasonlít. 
Nyugaton az Énekek Énekét magyarázó Ambrosius és a saját misztikus élményeinek leírását nyújtó Szent Ágoston határozta meg alapvetően a későbbi misztikus teológiát. 
Az egyházatyák korában sok helyen felfedezhető a misztika. Ágostonnál a Vallomásokban (Confessiones) sok részlet a misztikára utal. Nüsszai Gergelyt tartják a keleti misztika atyjának, majd Pszeudo-Dionüszioszt.
Pszeudo-Dionüsziosz Areiopagitésznél a "misztikus teológia" a "misztikus egyesülés"ről való való utólagos elmélkedés, ill. a misztikus egyesülés megtisztulás és megvilágosodás révén fokozatosan elérendő szférája. 
A 6. századig a mai miszticizmusnak nevezett gyakorlatot a „contemplatio” (= szemlélődés) kifejezéssel jelölték.
Platón, az újplatonikusok, továbbá Arisztotelész tanai gyakoroltak erős hatást a keresztény (és a muszlim) misztika kialakulására. 
Proklosz (412-485) újplatonizmusát alakították át, és fejlesztették tovább keresztény szellemben, olyanfajta misztika jut kifejezésre, amelyik úgy közelít Istenhez, mint minden fogalmon és megkülönböztetésen kívül állóhoz, mint mindenféle létezőn túli megismerhetetlen ősokhoz. 
Johannes Scotus Eriugena ír szerzetes, akit Kopasz Károly 840-ben meghívott a párizsi udvari iskolába, és akire nagy hatással voltak az Areiopagitész művei, amelyeket részben le is fordított, nagyszerű panteista rendszert fejlesztett ki De divisione naturae (A természet felosztása) c. művében. Ebben a világfolyamatot az Istenből kiinduló és belé visszatérő körforgásként fogja fel. Eriugena tanait 1050 és 1225 között a pápák mint eretnekséget elítélték, ennek ellenére mégis nagy hatást gyakoroltak a középkori misztikára. 
Szent Hildegard a középkor egyik leghíresebb német misztikusa. Számos csodát művelt és számos kinyilatkoztatásban részesült.

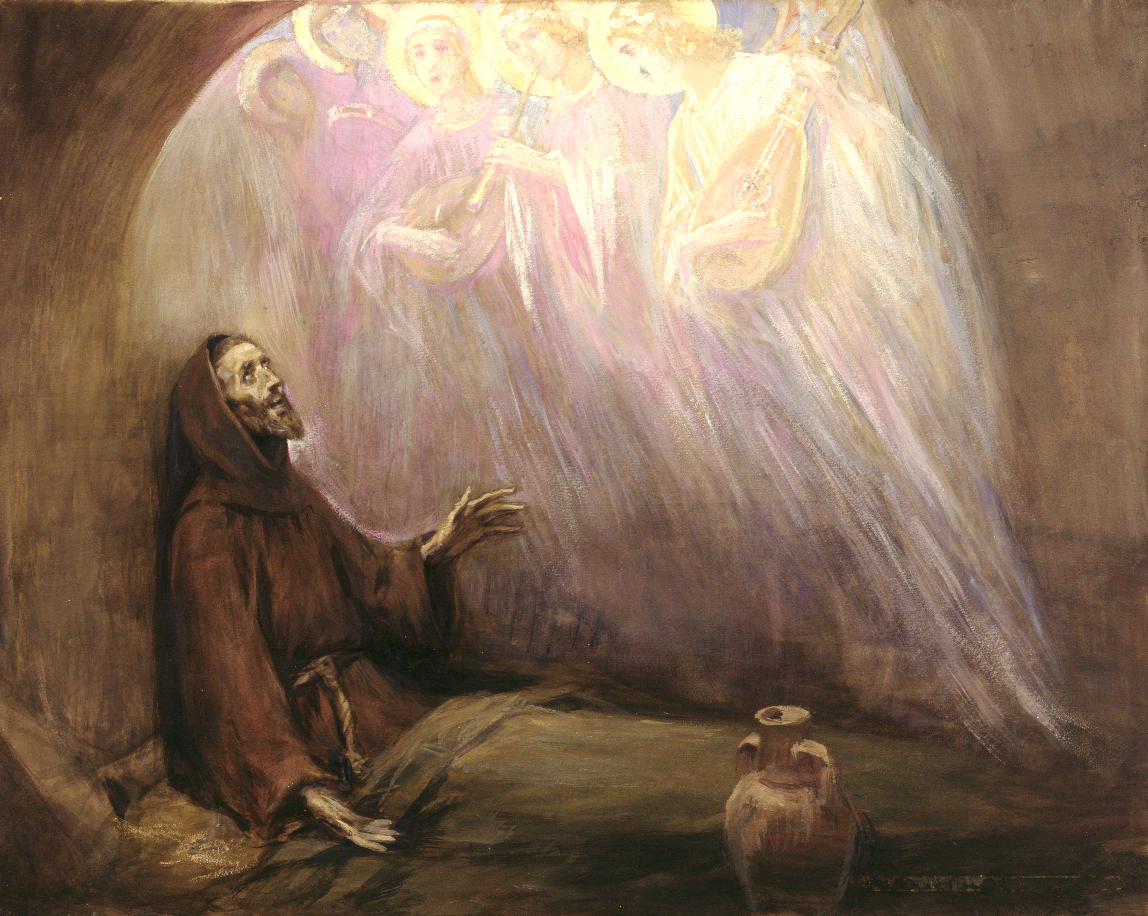
José Benlliure: Assisi Szent Ferenc élete

A középkori misztika, szemben a skolasztikával és a hivatalos egyházi tanítással, az egyén és Isten kapcsolatához nem tartott szükségesnek semmilyen közvetítést a hiten, a misztikus élményen kívül. Ezzel az egyház, az egyházi törvények, a szentségek felesleges voltát hirdette.  A misztika képviselői gyakran ellentétbe kerültek az elfogadott egyházi tanokkal, mivel panteista nézeteket hirdettek, vagy közel állottak ezekhez, mint Benai Amalricus, mások viszont, mint pl. Clairvaux-i Bernát, a viktoriánusok, Eckhart mester, Seuse (Suso) az egyház talaján álltak. 
A koldulórendek megjelenésével a kolostori misztika exkluzív és ezoterikus vonala megszakadt: ekkor Assisi Szent Ferenc krisztuskövető és szenvedésmisztikája került előtérbe, illetve Szent Bonaventura lépett fel a ferences misztika jelentős teológusaként. Itt említendő az erősen filozófiai-teológiai tájékozódású Eckhart mester, Heinrich Seuse és Johannes Tauler – a domonkosrendiek mindhárom képviselője a nagy hatású, misztikus színezetű prédikátor típusát testesíti meg. 

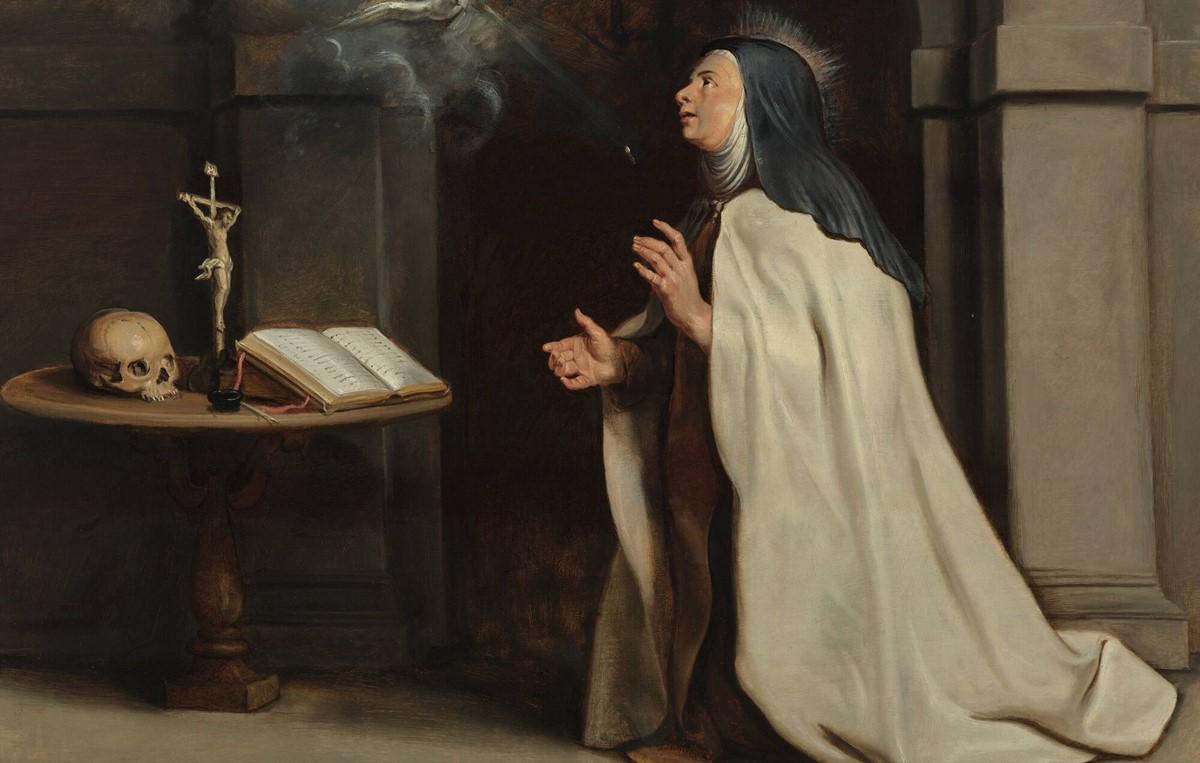
Peter Paul Rubens: A Szentlélek megjelenik Avilai Szt Teréz előtt

Egyfajta új női misztika vette kezdetét a 13. századtól, amelynek némely alakja – mint Eckhart mester is – "szabadgondolkodása" miatt váltotta ki az egyházi tekintély bizalmatlanságát. (pl. Margareta Poréte-ot 1310-ben eretnekként megégették.) Befolyással bírt és elismerésnek örvendett Sienai Szent Katalin, Norwichi Julianna  és Genovai Katalin. 
Nicolaus Cusanus megmutatta, hogy egyházi vezetőként is lehetséges összeegyeztetni egymással a filozófiát, a teológiát és a misztikát.
A középkor végének legtöbbet olvasott misztikus műve a Kempis Tamásnak tulajdonított Krisztus követése, amelyet Pázmány Péter magyar nyelvre is lefordított.
A misztika hatása a reformációban is kimutatható, különösen Luthernél. 
A misztika vallástörténetileg a reformáció, filozófiatörténetileg pedig az intuitív megismerésen alapuló, a szubjektumból kiinduló filozófiai rendszerek előzményének is tekinthető. 
A spanyol misztika csúcspontja Avilai Szent Teréz és Keresztes Szent János tevékenysége. 
A misztikus elemek alapvetőnek bizonyultak az evangélikus és a katolikus kvietizmus áramlataiban. 
Egyes irányzatok vagy szekták a kereszténységet teozofikus misztikusok megismerése révén igyekeztek újból megtermékenyíteni. Az egykori evangélikus lelkipásztor, Friedrich Rittelmeyer  (1872-1938) által 1922-ben alapított és általa „fővezér”-ként irányított ezoterikus „Krisztus Közösség” (Die Christengemeinschaft) Rudolf Steiner (1861-1925) nézeteire és Antropozófia c. művére épült, és egy új kultusz megteremtésén fáradozott, amely megmagyarázza Krisztus kozmikus jelentőségét.
A hindu bhakti elragadtatott, erotikus színezetű vallási élményéhez és a szúfi miszticizmushoz hasonló jelenség időnként és burkoltabban a kereszténységben is megjelenik, így például a katolikus Szent Szív-kultusz egyes híveinek nyelvezetében. A kultusz egyik francia vezetőjének, Louise-Marguerite Claret de la Touche (1868–1915) „A végtelen szerelem” (Le livre de l'amour infini)  című könyve jó példa erre.

#### Megjegyzés
1. ↑  A nyugati kereszténységben a Lectio Divina a szentírásolvasás, meditáció és ima hagyományos szerzetesi gyakorlata, amelynek célja az Istennel való közösség előmozdítása.